# STAND BY ME (Base Ball Bearの曲)
「STAND BY ME」（スタンド バイ ミー）は、Base Ball Bearの2枚目のシングル。

## 解説
- 前作「ELECTRIC SUMMER」から約3ヶ月ぶりとなる2006年第2弾シングル。
- 初回限定盤は特殊紙ジャケット仕様。
- オリコンチャートの2006年10月16日付週間CDアルバムランキングでは、3,328枚を売り上げ26位にランクインした[1]。

## 収録曲
- 全作詞・作曲：小出祐介、全編曲：Base Ball Bear

1. STAND BY ME
  - TBS系『COUNT DOWN TV』2006年10月度エンディングテーマ
  - 江崎グリコ『ポッキー』2006年10月～2006年12月度SSTV限定CMソング
  - PVは、中村剛と黒川静香の共作。
  - 元々のタイトルは「STAND BY MEIDO」。
  - 1stアルバム『C』、ベストアルバム『バンドBのベスト』・『増補改訂完全版「バンドBのベスト」』収録
2. 天空Lonely Hearts
  - 『C』の1曲目になる予定だった曲。
3. BOY MEETS GIRL（LIVE from THE“GIRL FRIEND”SHOW at 下北沢CLUB Que on May 20th,2006）
  - ライブ音源